# Кастья
Ка́стья (ест. Kastja küla) — село в Естонії, у волості Ляене-Ніґула повіту Ляенемаа.

## Населення
Чисельність населення на 31 грудня 2011 року становила 5 осіб.

## Географія
Через село тече річка Казарі.

## Історія
До 21 жовтня 2017 року село входило до складу волості Кулламаа.